# Нижний Казес
Нижний Казес — деревня в Шарканском районе Удмуртии. Входит в состав Быгинского сельского поселения.

## География
Стоит на реке Казеска.

## История
Согласно Закону Удмуртской Республики от 13 апреля 2005 года № 11-РЗ Нижний Казес вошел в состав муниципального образования «Быгинское».

## Население
| 2010 | 2012 |
| ---- | ---- |
| 268  | ↗274 |

конфессии православные, протестанты.

## Инфраструктура
Муниципальное бюджетное дошкольное образовательное учреждение «Ниж-Казесский детский сад».
Внутрипоселковый газопровод.

## Транспорт
Автодорога (Якшур-Бодья-Шаркан) — Старые Быги (участок до д. Нижний Казес); требует реконструкции.